# Orectolobidae
Famille
Les requins-tapis ou Orectolobidae sont des requins vivant en milieu benthique, de l'ordre des Orectolobiformes.

## Répartition et habitat
Les Orectolobidae sont des requins qui habitent la zone démersale des eaux continentales tempérées à tropicales de l'ouest de l'océan Pacifique.

## Liste des genres
Selon ITIS,  FishBase et World Register of Marine Species (18 novembre 2014):
- genre Eucrossorhinus Regan, 1908 -- 1 espèce
- genre Orectolobus Bonaparte, 1834 -- 10 espèces
- genre Sutorectus Whitley, 1939 -- 1 espèce

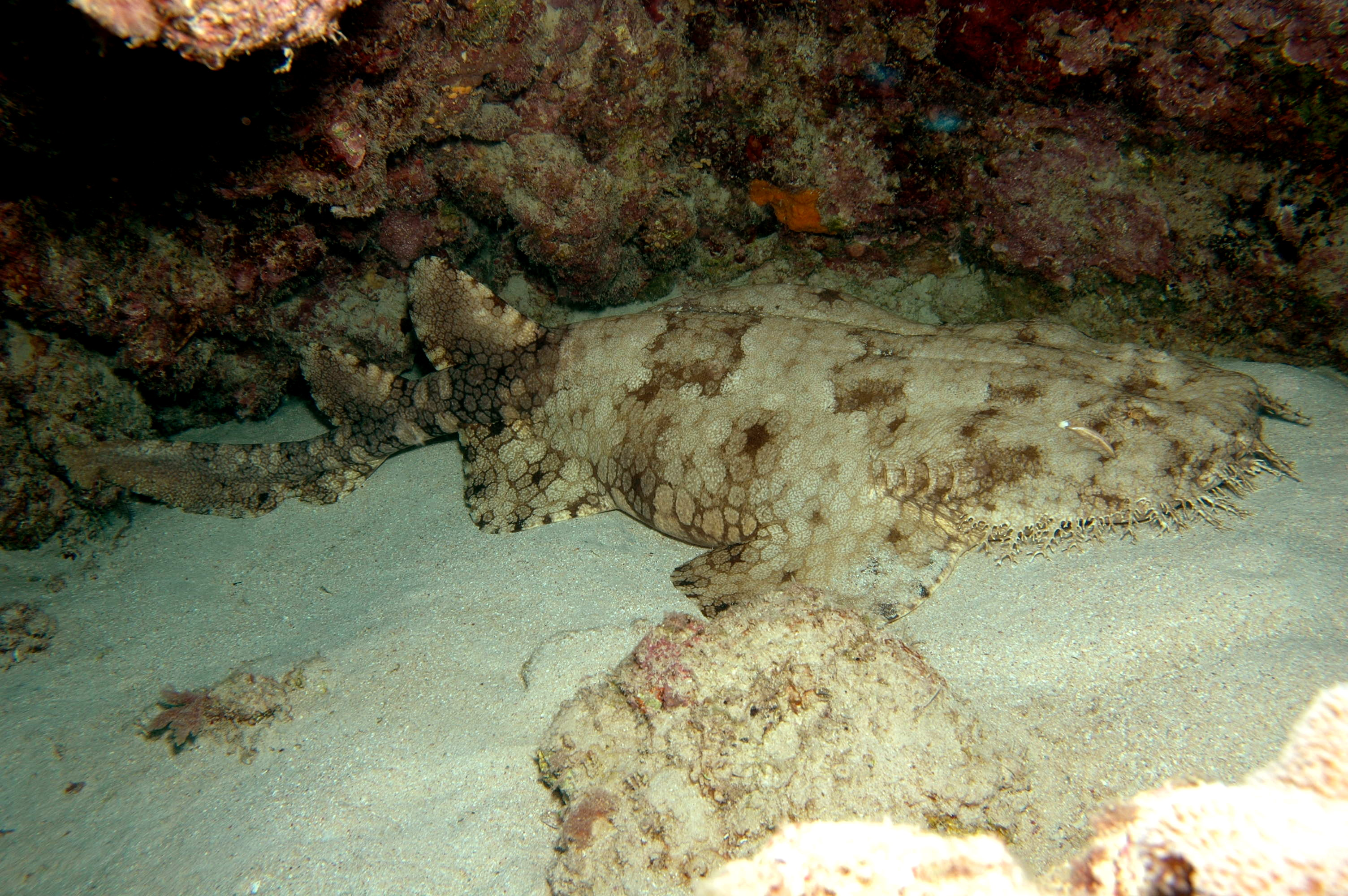
Eucrossorhinus dasypogon
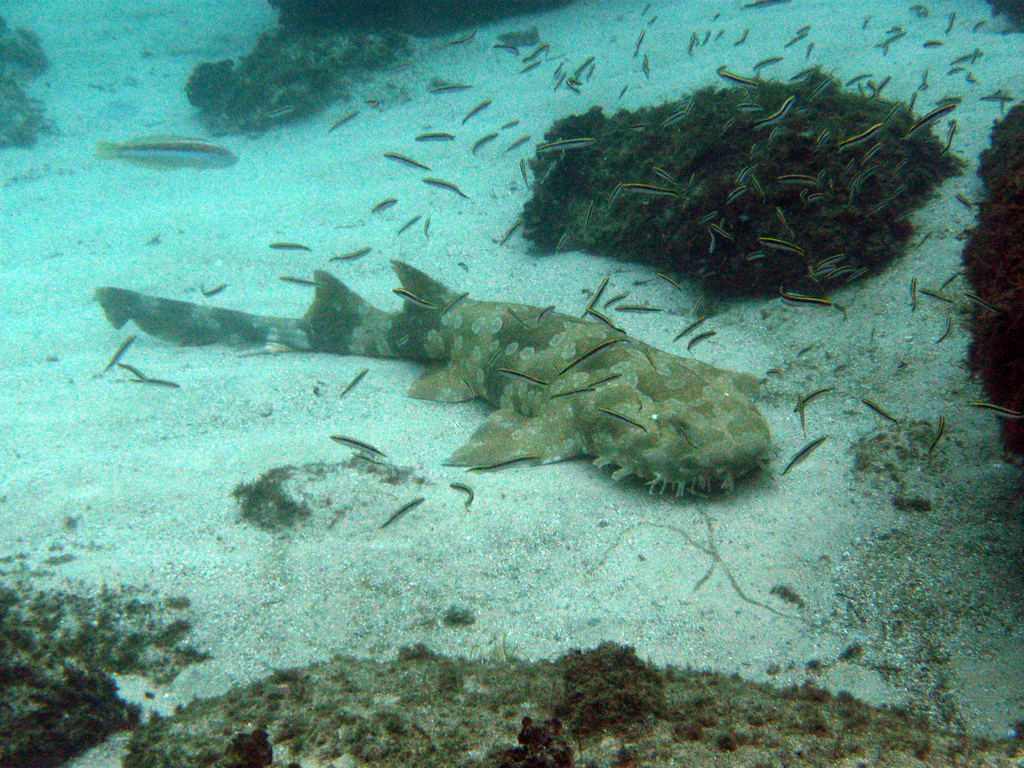
Orectolobus maculatus
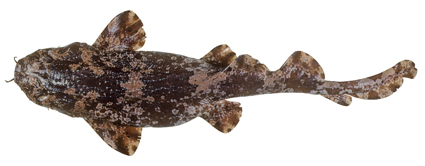
Sutorectus tentaculatus